# Navas del Madroño
Navas del Madroño è un comune spagnolo di 1 555 abitanti situato nella comunità autonoma dell'Estremadura.